# Salvador Delgadillo Bascuñán
Salvador Emilio Delgadillo Bascuñán (Santiago, 8 de mayo de 1964) es un político chileno, miembro del Partido Comunista de Chile (PCCh). Entre 2004 y 2012 se desempeñó como alcalde de la comuna de Tiltil, en la Región Metropolitana. En marzo de 2014 fue designado delegado provincial de la Provincia de Santiago por la presidenta Michelle Bachelet, debiendo renunciar a los pocos días.

## Vida personal
Originario de una antigua familia de zona de Til Til, es hijo de Rubén Delgadillo y Teresa Bascuñán, su enseñanza básica la realizó en la Escuela La Merced y tras estudiar su enseñanza media en el liceo C-82 de Til-Til, ingresó a estudiar la carrera de Licenciatura en Historia en la Universidad de Chile el año 1983, para luego realizar como postgrado un Magíster en Filosofía Política en la Universidad de Santiago de Chile. Entre los años 1996 y 2004 se desempeñó como profesor de Historia en los mismos establecimientos donde estudió en su juventud.

## Carrera política
Inició su actividad política ingresando en 1982 en pleno Régimen Militar a las Juventudes Comunistas de Chile. En el año 2000 como miembro del Partido Comunista, fue elegido Concejal. Tras ganar la elección del año 2004, se transformó en uno de los pocos alcaldes que dicho partido contaba esos años. En 2008 nuevamente triunfó en las elecciones siendo reelecto hasta 2012.
Durante su periodo ha debido resolver problemas relacionados con los costos de los pasajes que los habitantes de la comuna deben pagar a empresas monopólicas, situación compleja ante el desequilibrio demográfico y la distancia. Otro aspecto ha sido la construcción de cárceles y basurales decididos por el gobierno central que ante la falta de espacio en la urbe de Santiago, más las presiones políticas de los vecinos de las comunas más ricas, se opta por usar los terrenos de las comunas periféricas como Til til en estos proyectos no deseados.
En 2011 Delgadillo fue elegido director de la Asociación de Municipios Rurales de la Región Metropolitana.
Uno de los principales problemas políticos que ha debido enfrentar es la aparición durante el periodo electoral de 2008 de un rumor de corrupción por la compra de su casa a una inmobiliaria cuestionada. Si bien no existen antecedentes que respalden esta acusación, el alcalde ha debido continuamente desmentir aseveraciones y hacer público los datos involucrados.
En las elecciones del 28 de octubre de 2012 obtuvo un 35,7% de los votos, siendo derrotado por Nelson Orellana Urzúa (Independiente de centroderecha) que obtuvo un 49,34%.
Se desempeñó como Coordinador de Gestión Administrativa de la comuna de Independencia, desde enero de 2013 hasta marzo de 2014, cuando Michelle Bachelet lo designó como Delegado provincial de la Provincia de Santiago. Renunció a su cargo el 18 de marzo, a tan sólo una semana de haber asumido. Debido a que enfrentaba una investigación del Consejo de Defensa del Estado (CDE) por denuncias sobre supuestos desvíos de fondos cuando era alcalde de Tiltil.
Con fecha 30 de septiembre de 2019, la Fiscalía comunicó la determinación de no perseverar en la investigación porque no se logró encontrar antecedentes que pudieran fundar una acusación después de casi 10 años de indagatoria, quedando concluida la causa, la cual nunca fue formalizada.
Entre 2014 y 2021 se desempeñó como Coordinador Administrativo del departamento de educación en la Municipalidad de Independencia.

## Historial electoral

### Elecciones municipales de 2000
- Elecciones municipales de 2000, para la alcaldía de Tiltil[7]

| Candidato                    | Pacto                    | Partido | Votos | %     | Resultado |
| ---------------------------- | ------------------------ | ------- | ----- | ----- | --------- |
| Darío Ovalle Lecaros         | Alianza                  | RN      | 1949  | 28,20 | Alcalde   |
| Luis Barros Jorquera         | Concertación Democrática | PR      | 1897  | 27,45 | Concejal  |
| Cornelio Báez Arias          | La Izquierda             | PC      | 941   | 13,62 | Concejal  |
| Salvador Delgadillo Bascuñán | La Izquierda             | PC      | 316   | 4,57  | Concejal  |
| Elio Tapia Negrón            | La Izquierda             | PC      | 297   | 4,30  |           |
| Pamela Benítez Cisternas     | Concertación Democrática | PPD     | 253   | 3,66  |           |
| Francisco Sagredo Vidal      | Independiente            | Ind.    | 170   | 2,46  |           |
| Héctor Farías Guerra         | Concertación Democrática | DC      | 168   | 2,43  | Concejal  |
| Nelly Contreras Gallardo     | Concertación Democrática | DC      | 166   | 2,40  |           |
| Augusto Labarca Godoy        | Alianza                  | RN      | 136   | 1,97  | Concejal  |

### Elecciones municipales de 2004
- Elecciones municipales de 2004, para la alcaldía de Tiltil[8]

| Candidato                    | Pacto          | Partido | Votos | %      | Resultado |
| ---------------------------- | -------------- | ------- | ----- | ------ | --------- |
| Salvador Delgadillo Bascuñán | Juntos Podemos | PC      | 2.601 | 36,18% | Alcalde   |
| Demetrio Protopsaltis Palma  | Alianza        | RN      | 1.886 | 26,23% |           |
| Nelson Orellana Urzúa        | Independiente  | Ind,    | 1.101 | 4,43%  |           |
| Patricio Miranda Zúñiga      | Independiente  | Ind.    | 1.601 | 22,27% |           |

### Elecciones municipales de 2008
- Elecciones municipales de 2008, para la alcaldía de Tiltil[9]

| Candidato                    | Pacto              | Partido | Votos | %     | Resultado |
| ---------------------------- | ------------------ | ------- | ----- | ----- | --------- |
| Salvador Delgadillo Bascuñán | Juntos Podemos Más | PC      | 3238  | 47,58 | Alcalde   |
| Patricio Miranda Zúñiga      | Alianza            | RN      | 2701  | 39,69 |           |
| José Carreño Gamonal         | Independiente      | Ind.    | 866   | 12,73 |           |

### Elecciones municipales de 2012
- Elecciones municipales de 2012, para la alcaldía de Tiltil

| Candidato                    | Pacto              | Partido | Votos | %      | Resultado |
| ---------------------------- | ------------------ | ------- | ----- | ------ | --------- |
| Nelson Orellana Urzúa        | Coalición          | Ind.    | 3.337 | 49,40% | Alcalde   |
| Salvador Delgadillo Bascuñán | Por un Chile Justo | PCCh    | 2.408 | 35,65% |           |
| Denis Guerrero Ceballos      | Independiente      | Ind.    | 570   | 8,43%  |           |
| Jaime Yovanovic Prieto       | Independiente      | Ind.    | 231   | 3,42%  |           |
| José Carreño Gamonal         | Independiente      | Ind.    | 208   | 3,07%  |           |